# Histoire de la bande dessinée au Québec
Pour l’article homonyme, voir Bande dessinée québécoise.

Histoire de la bande dessinée au Québec est un ouvrage de référence sur l'histoire de la bande dessinée québécoise rédigé par Mira Falardeau et publié à Montréal par VLB éditeur dans la collection Études québécoises en 2008. Le livre est en partie basé sur le livre La Bande dessinée au Québec, publié en 1994 à Québec par les Éditions du Boréal dans la collection Boréal Express.

## La Bande dessinée au Québec
La Bande dessinée au Québec est le premier ouvrage, depuis La BDK, La Bande Dessinée Kébécoise en 1975, à faire un historique général de la bande dessinée québécoise. Sans être exhaustif, ce petit livre comporte des informations sur les débuts de la BD au Québec dans les années 1900-1910 et tente de brosser son histoire à travers le XXe siècle.

### Fiche technique
- Éditeur : Éditions du Boréal (Québec) ;
- Année de parution : 1994 ;
- Format : 10,4 x 17,8 cm ;
- Nombre de pages : 130 ;
- Impression : couverture deux couleurs, intérieur noir et blanc ;
- Illustration de la couverture : Rémy Simard.
- Recherche rendue possible grâce à une subvention du Conseil des Arts du Canada.

### Collaborateurs
- Bernard Dubois (documentaliste) ;
- Pierre Allard (assistant) ;
- Michel Giguère (assistant) ;
- Danièle Letendre (assistante).

## Histoire de la bande dessinée au Québec
Le livre Histoire de la bande dessinée au Québec est en partie basé sur le premier ouvrage du même genre de l'auteur intitulé La bande dessinée au Québec paru en 1994.
Comparativement à la première version, les données sont mises à jour, il contient plusieurs chapitres plus théoriques (sur les signes de la BD, la BD numérique, etc.) rangés par champs thématiques et de nombreuses illustrations (dont un cahier couleur) sont ajoutés.
Le livre tente de faire un historique général de la bande dessinée québécoise, mais sans prétendre à l'exhaustivité. Il contient de l'information sur les débuts de la BD au Québec au commencement du XXe siècle et son histoire jusqu'aux années 2000.

### Fiche technique
- Éditeur : VLB éditeur, collection « Études québécoises », (Montréal) ;
- Année de parution : 2008 ;
- Format : 15,2 x 22,8 cm ;
- Nombre de pages : 192 ;
- Impression : couverture couleurs, intérieur noir et blanc avec section en couleurs ;
- Illustration de la couverture : Capitaine Kébec, personnage fétiche de Pierre Fournier.

### Collaborateurs
- Bernard Dubois (documentaliste) ;
- Gag (André Gagnon) (iconographie) ;
- Yves Millet (libraire) ;
- Yves Therrien (spécialiste du multimédia).

## L'auteur
Mira Falardeau a publié plusieurs articles sur le sujet de la bande dessinée dans divers journaux et revues. Elle a rédigé une thèse en histoire de l'Art intitulée L'humour visuel : un modèle d'analyse visuelle des images comiques à l'Université Laval de Québec en 1978 et une autre thèse (de doctorat) intitulée La bande dessinée faite par les femmes en France et au Québec depuis 1960 à l'Institut des Sciences de l'Art à l'Université de la Sorbonne en France en 1981.
Elle est la conservatrice de l'exposition sur les 100 ans de la BD québécoise intitulée Les aventures de la bande dessinée québécoise au Musée du Québec qui s'est tenue au Musée du Québec (aujourd'hui renommé Musée national du Québec) en 1997-1998.
Outre son autre ouvrage La Bande dessinée au Québec, Mira Falardeau a aussi écrit Histoire du cinéma d'animation au Québec paru chez Typo en 2006 puis, en 2009, Histoire de la caricature au Québec, co-écrite avec Robert Aird.

## Réception critique
Globalement, le livre a eu une très grande couverture médiatique et a été positivement critiqué. Ainsi Richard Raymond écrit pour Radio Canada déclare : « Malgré sa taille réduite, on peut dire sans se tromper que c'est une véritable encyclopédie. Tout y est ». Sur le site spécialisé actuabd, Marianne St-Jacques parle d'un « ouvrage d’érudition » proposant « une réflexion sur les spécificités du Neuvième art qui saura étonner les lecteurs ayant le plus d’ « expertise » dans le domaine ». »
En septembre 2013, Maël Rannou publie cependant sur Du9 une longue critique très négative, mettant en exergue de nombreux défauts de l'ouvrage. Tout en reconnaissant un style agréable, l'auteur parle d'un ouvrage « mal construit », dépourvu de « rigueur scientifique », ne parlant pas d'auteurs comme Julie Doucet, Sylvie Rancourt ou Henriette Valium alors qu'ils sont parmi les connus de la BDQ. Il souligne surtout plusieurs erreurs théoriques évidentes et en conclut « Il ne servirait à rien de lister les nombreuses approximations et aberrations sur la bande dessinée qui sont doctement assénées dans ce livre, mais elles suffisent à remettre en question l’ensemble de l’ouvrage. » Enfin, il voit en ce livre et dans son accueil extrêmement positif « la preuve que majorité des journalistes culturels ont une culture des plus limitée en bande dessinée et, ignorant les signaux les plus suspicieux de l’ouvrage, ont tranquillement adoubé un travail bancal qui se retrouve de facto promu comme une référence. »